# Bajacalifornia
Bajacalifornia es un género de peces marinos de la familia de los alepocefálidos, distribuidos por las costas este del océano Atlántico, océano Índico y océano Pacífico.
Su nombre procede de la península de Baja California en América.

## Especies
Existen siete especies consideradas válidas:
- Bajacalifornia aequatoris Miya y Markle, 1993
- Bajacalifornia arcylepis Markle y Krefft, 1985
- Bajacalifornia burragei Townsend y Nichols, 1925
- Bajacalifornia calcarata (Weber, 1913)
- Bajacalifornia erimoensis Amaoka y Abe, 1977
- Bajacalifornia megalops (Lütken, 1898)
- Bajacalifornia microstoma Sazonov, 1988